# عادل العنزی
عادل العنزی (انگلیسی: Adel Al-Anezi؛ زادهٔ ۶ فوریهٔ ۱۹۷۷) بازیکن فوتبال اهل کویت بود.
از باشگاه‌هایی که در آن بازی کرده است می‌توان به باشگاه ورزشی الکویت اشاره کرد.
وی همچنین در تیم ملی فوتبال کویت بازی کرده است.